# Żubr (Bier)

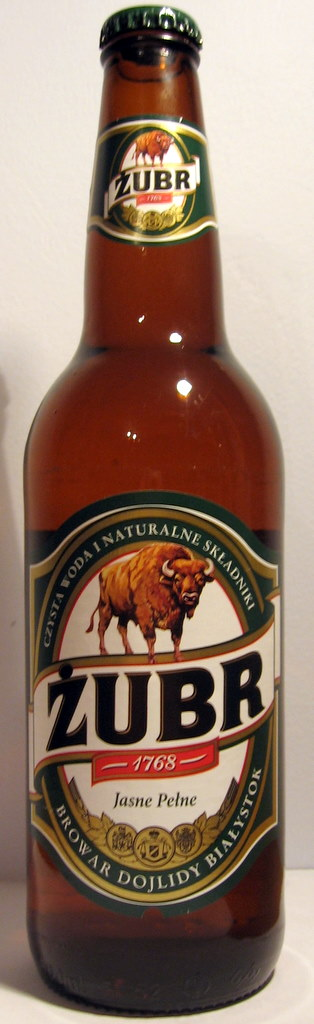
Bierflasche

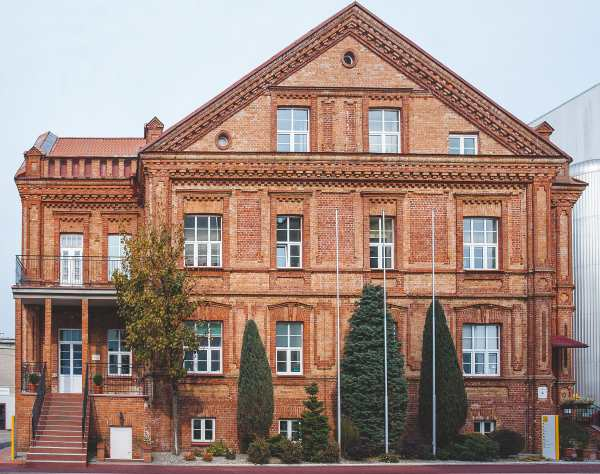
Brauerei Białystok

Żubr (zu deutsch: Wisent) ist ein helles Bier aus Polen mit einem Alkoholgehalt von 6,0 % Vol.

## Herstellung und Vertrieb
Żubr wird in einer Brauerei in Białystok gebraut, die zur Kompania Piwowarska gehört, die wiederum Teil des japanischen Asahi-Konzerns ist. Die Tradition des Bierbrauens in Białystok stammt aus dem Mittelalter, die derzeitige Brauerei entstand im 18. Jahrhundert. Im Logo ist ein Wisent abgebildet. Das Logo spielt auf den Białowieża-Urwald bei Białystok an.
Żubr ist seit 2015 Marktführer in Polen, es werden ca. 6 Mio. hl p. a. gebraut. Das Bier wird auch nach Deutschland exportiert.
In den Werbevideos für Żubr wird auf den Wisent als Namensgeber Bezug genommen. Aufgrund seiner Kraft unterstützt der Wisent dort andere Tiere und hilft ihnen aus schwierigen Situationen.